# Abronia mixteca
Abronia mixteca är en ödleart som beskrevs av  Bogert och Porter 1967. Abronia mixteca ingår i släktet Abronia och familjen kopparödlor. Inga underarter finns listade i Catalogue of Life.
Denna ödla kännetecknas av ett nästan trekantigt huvud och av en avplattad kropp. Den är utan svans cirka 14 cm lång. Kroppens grundfärg kan variera mellan gulaktig och brunaktig. På ovansidan förekommer 6 till 8 mörka tvärstrimmor som kan vara otydliga.
Arten förekommer med flera mindre och från varandra skilda populationer i södra Mexiko i delstaterna Oaxaca och Guerrero. Den lever i bergstrakter och på högplatå mellan 2100 och 2400 meter över havet. Individerna vistas i blandskogar och de klättrar på träd. De gömmer sig ofta bakom arter av släktet Bromelia som växer på träd. Honor lägger inga ägg utan föder levande ungar.
Exemplar som hölls i fångenskap matades framgångsrik med insekter. Enligt obekräftade berättelser äter Abronia mixteca även mindre ödlor. Några honor födde sju ungar per tillfälle.
Skogarnas omvandling till jordbruksmark och skogsbruk för produktionen av träkol är ett hot mot beståndet. Ibland dödas exemplar av lokalbefolkningen som av misstag antar att Abronia mixteca är giftig. IUCN kategoriserar arten globalt som sårbar.